# 존 W. 맥코맥
존 윌리엄 맥코맥(John William McCormack, 1891년 12월 21일 - 1980년 11월 22일)은 미국 매사추세츠주 보스턴 출신 정치인이다. 변호사이자 미국 민주당원이었던 존 맥코맥은 제1차 세계 대전 기간 미국 육군에 복무했으며 전후 매사추세츠주 하원과 매사추세츠주 상원에서 승리하여 임기를 치른 뒤 뒤이어 미국 하원에도 당선해 진출했다.
맥코맥은 1928년부터 1971년까지 42년간 미국 하원의원을 지냈으며 하원 지도부 직위를 거치며 미국 하원 다수당 원내대표가 되었다가 1962년 제45대 미국 하원의장이 되었다. 1962년부터 1971년까지 미국 하원 의장을 지냈다.
맥코맥은 하원에 지내는 동안 대공황과 맞서기 위한 뉴딜 정책, 제2차 세계 대전의 미국 참전, 1960년대 존슨 대통령의 민권과 참정권, 교육, 의료와 관련된 위대한 사회 정책을 적극적으로 지지했다. 강고한 반공주의자였던 맥코맥은 미국의 베트남 전쟁 개입도 적극 지지했다. 베트남 전쟁 지지와 의회의 연공서열제도로 점점 더 많은 젊은 의원들이 맥코맥의 지도부를 향해 도전하기 시작했다. 1969년에는 모 유돌과의 하원의장직 경선에서 승리했다. 1970년에는 하원 선거에 출마하지 않았으며 보스턴에 있는 자기 집으로 돌아가 은퇴했다. 맥코맥은 1980년 매사추세츠주 데덤 요양원에 살다가 사망했다.
존 맥코맥은 총 42년 58일간 총 23선의 하원의원직을 지냈으며 2022년 기준 17번째로 가장 오래 재임한 하원의원이다. 또한 매사추세츠주 출신 하원의원 중 역사상 가장 오래 재임한 하원의원으로 41년 305일을 재임한 조셉 W. 마틴 주니어를 재치고 가장 오래 재임했다.

## 생애

### 어린 시절
존 맥코맥은 1891년 12월 21일 미국 매사추세츠주 보스턴에서 태어났다. 아버지는 캐나다 프린스에드워드섬 출신 벽돌운반공인 조셉 H. 맥코맥이었고 어머니는 보스턴 출신인 매리 엘런 맥코맥(결혼 전 성씨 오브라이언, 1861-1913)이다. 존 맥코맥은 어린 시절 12명의 자식 중 하나였는데 형제중 몇 명은 어린 시절 혹은 청소년기에 일찍 죽었다고 말했다. 사실 매리 엘런 맥코맥은 8명의 아이를 임신했고 이 중 6명은 인구 조사 기록이나 기타 행정기록에 남을 만큼 충분히 오래 살았다. 존 맥코맥의 형, 누나인 패트릭(1911년 사망), 캐서린(1906년 사망), 제임스(1906년 사망)는 각각 24세, 19세, 17세의 나이로 사망했다. 형제인 에드워드('녹코')는 1963년 67세의 나이로 보스턴에서 사망했다. 맥코맥의 형 도널드는 1966년 65세의 나이로 텍사스주에서 사망했다. 존 맥코맥에게는 아버지의 첫 아내에서 낳은 해리라는 이복형제가 있었는데 해리는 1902년 18세의 나이로 프린스에드워드섬에서 사망했다.
맥코맥은 자신의 아버지가 13세였던 시절 죽었다고 말했는데, 다른 자료들에 따르면 아버지는 가족과 별거해 메인주의 왈도버로의 마을 화강암 채석장에서 근무했다고 나와 있다. 조셉 맥코맥은 1929년 사망했고 왈도버로 외곽 집단묘지에 있는 극빈자 묘지에 묻혔다.
존 맥코맥은 8학년까지 존 앨비온 앤드류 중등학교를 다녔다. 이후 맥코맥은 가족을 부양하기 위해 학교를 자퇴하고 처음에는 주급 3달러(2021년 기준 약 95달러 가치)를 받는 중개회사의 심부름꾼으로 일하기 시작했다. 맥코맥과 형제들은 주급 11달러(2021년 기준 약 347달러 가치)를 받고 신문사에서 신문 배달 일도 했다. 이후 맥코맥은 중개회사를 나와 윌리엄 T. 웨이 변호사실에 취업해 주급 50센트를 더 받았다. 맥코맥은 웨이와 함께 법학을 공부하기 시작했고 21세의 나이에 매사추세츠주 변호사 시험을 합격하여 고등학교나 대학교를 나오지 않았음에도 변호사가 되는데 성공했다. 맥코맥은 엘크 공제보호조합에서 적극적으로 활동했다.

### 정계 입문
젊은 시절 존 맥코맥은 지역 민주당 후보를 대표하여 선거 찬조연설을 하기 시작하며 정계에 발을 딛기 시작했다. 1917년 5월에는 매사추세츠주 하원 서퍽 제11하원구를 대표해 1917-1918년 매사추세츠주 헌법개정단의 구성원으로 선출되었다.

### 제1차 세계 대전
1918년 6월 존 맥코맥은 제1차 세계 대전 참전을 위해 미국 육군에 입대해 매사추세츠주 포트데번즈에 있는 제152군수연대 제14중대에 편입했다. 입대 훈련을 마친 맥코맥은 버지니아주 포트 리의 보병보충대로 넘어가 장교 훈련을 받았다. 맥코맥은 이등병에서 원사로 진급했고 1차대전 휴전 전까지 포트 리에 있는 장교후보학교에 재학하고 있었다. 맥코맥은 종전 후인 1918년 11월 말 제대했다.

### 정계 복귀

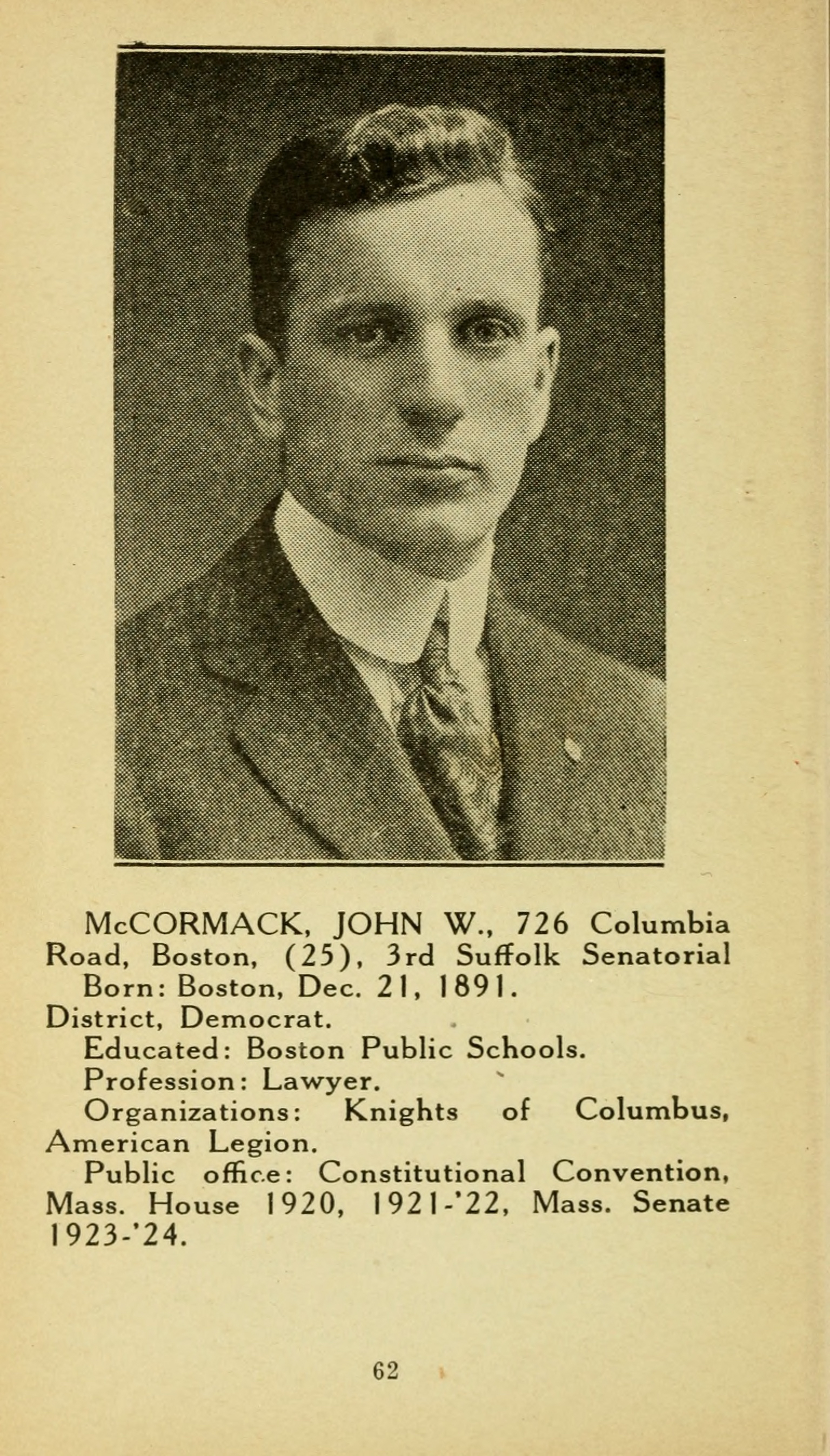
1923년 매사추세츠주 상원의원 시절 존 맥코맥.

전후 존 맥코맥은 법 경험을 쌓으며 정계에 복귀했다. 맥코맥은 곧 주 의회에 들어가 1920년부터 1922년까지는 매사추세츠주 하원 제11 서퍽 하원구 지역구 의원에, 1923년부터 1926년까지는 매사추세츠주 상원의원으로 재임했고 중간에 1925년부터 1926년까지 매사추세츠주 민주당 원내총무직도 겸임했다. 1926년에는 매사추세츠주 현직 하원의원인 제임스 A. 걸리번을 상대로 경선에 도전했으나 패배했다. 하지만 맥코맥은 경선 과정에서 사람들에게 좋은 인상을 남겼으며 차후 새 경선이 열릴 때 유력 후보가 될 수 있는 역할을 해 주었다. 이후 맥코맥은 변호사 일을 다시 시작해 소송 변호사로 성공적인 경력을 쌓아 연 3만 달러(2016년 기준 약 40만 달러 가치)에 해당하는 수입을 벌 수 있었다.
맥코맥은 1920년부터 은퇴할 때까지 매사추세츠주 민주당 전당대회에서 대의원으로 계속 선출되었다. 또한 1932년, 1940년, 1944년, 1948년 미국 민주당 전당대회에서 대의원으로 참여했다.

### 의회 경력
1928년 매사추세츠주 출신 하원의원이었던 걸리번이 사망하자 맥코맥은 다시 미국 하원 선거에 출마할 기회를 얻었다. 그해 11월 맥코맥은 미국 하원에서 걸리번 임기 만료로 인한 특별선거와 그 다음 총선거에서 모두 승리했다. 맥코맥은 처음에는 매사추세츠주 제12하원구에서, 1963년 이후로는 매사추세츠주 제9하원구에서 총 20번 재선에 성공했다. 맥코맥은 거의 어려움 없이 재선에 성공했고 1928년 11월 6일 제70대 미국 의회부터 1971년 1월 3일 제91대 미국 의회까지 하원의원직에 재임했다. 1970년 하원의원 선거에는 출마하지 않고 은퇴했다.

#### 하원의원 초기
맥코맥이 처음으로 하원의원에 재임했을 땐 국토위원회 소속으로 일했으며 2선 시절에는 당시 하원 의장이었던 존 낸스 가너의 지원으로 강력한 권한을 가진 세입위원회 소속으로 들어가 1941년까지 세입위원회 소속으로 활동했다.
맥코맥은 하원의원 재임 기간 뉴딜 정책을 지지하는 등 지속적으로 진보 정책을 지지했다. 1934년에는 맥코맥-딕슈타인 위원회로도 알려진 비미 활동 특별위원회의 의장직으로 활동하며 제2차 세계 대전 이전 미국 내 공산주의와 나치즘 선전 및 이념활동을 조사했다.

#### 하원 지도부로
1940년 샘 레이번이 하원 의장이 되자 레이번은 맥코맥을 다수당 원내대표가 될 수 있도록 적극 지원해 맥코맥은 클리프턴 A. 우드럼을 넘기고 다수당 지도부에 오르는데 성공했다. 이후 21년간 맥코맥은 하원에서 미국 민주당 서열 2위를 지내며 민주당이 다수당이었을 때(1939-1947년, 1951-1953년, 1955-1961년) 레이번 하원 의장과 함께 다수당 원내대표직을 지냈으며, 민주당이 소수당이었을 때(1947-1949년, 1953-1955년) 레이번 소수당 원내대표와 함께 소수당 원내총무를 지냈다.
공산주의와 나치즘 양 쪽을 확고하게 반대했던 맥코맥은 진주만 공격 직전 미국 고립주의 정서가 강했고 제2차 세계 대전의 미국 개입 여론이 반대가 많았던 시기 미국 징병법을 연장하는데 중요한 역할을 했다.
존 맥코맥은 1957년부터 1959년까지 제85대 미국 의회 시기 "우주비행 및 우주 탐험에 관한 특별위원회"의 의장직을 지냈다. 맥코맥은 특별위원회 의장으로 미국 항공 우주국(NASA) 수립에 대한 법률을 제정하고 통과하는데 중요한 역할을 했다.

#### 하원 의장 시절

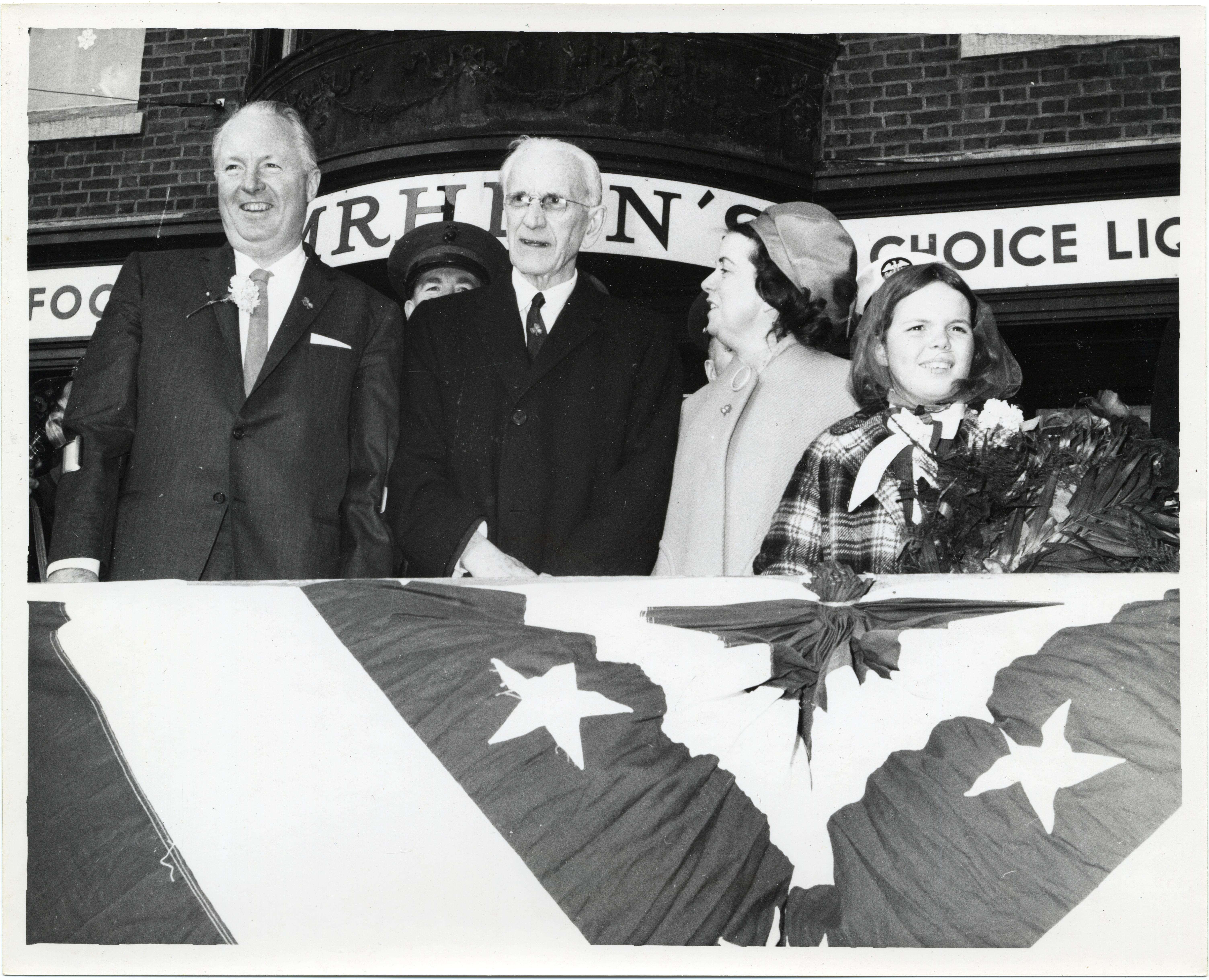
존 맥코맥이 보스턴 시장인 존 F. 콜린스(1960-1968년)와 함께 사우스보스턴에서 성 파트리치오 축일 퍼레이드식에 참여한 모습.

1961년 1월 레이번이 사망하자 맥코맥은 1962년 초 하원의원 선거 전까지 하원 의장 대행직을 맡았으며, 이후 1962년 1월부터 정식으로 미국 하원 의장에 취임해 1971년 하원에서 은퇴할 때까지 하원 의장직을 지냈다. 맥코맥이 9년간 하원 의장직에 있는 동안 의회의 이슈 거의 대부분은 민권 확대 법안, 공교육 확대 법안, 노인 대상 의료관리법 등 린든 B. 존슨 대통령의 "위대한 사회" 정책이 차지했다.
맥코맥은 하원 의장으로 선출된 최초의 로마 카톨릭 신자였고 일부 정치 비평가는 맥코맥의 종교가 때때로 정치 지도력에서 나타났다고 지적했다. 예를 들어 1961년 연방정부의 학교 지원에 관한 토론에서 맥코맥은 교회 산하 학교도 지원에 포함돼야 한다고 주장했고 법안은 종교학교 지원 문제에 대한 의견차로 불발되었다. 1963년 맥코맥은 자신의 입장을 바꿔 공립학교에 집중하는 학교원조법 통과를 진행했다.

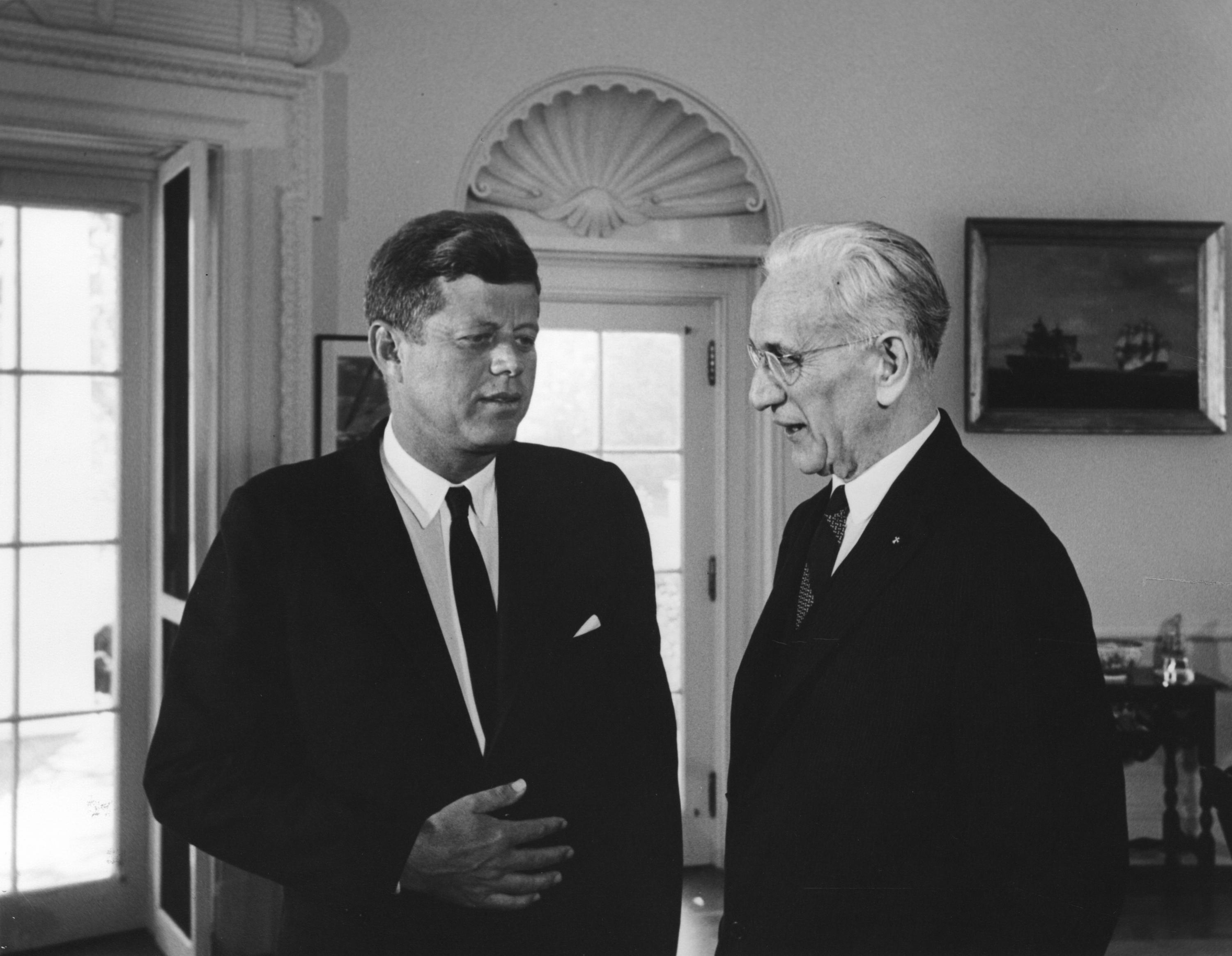
1962년 미국의 대통령 존 F. 케네디와 존 맥코맥이 만난 모습.

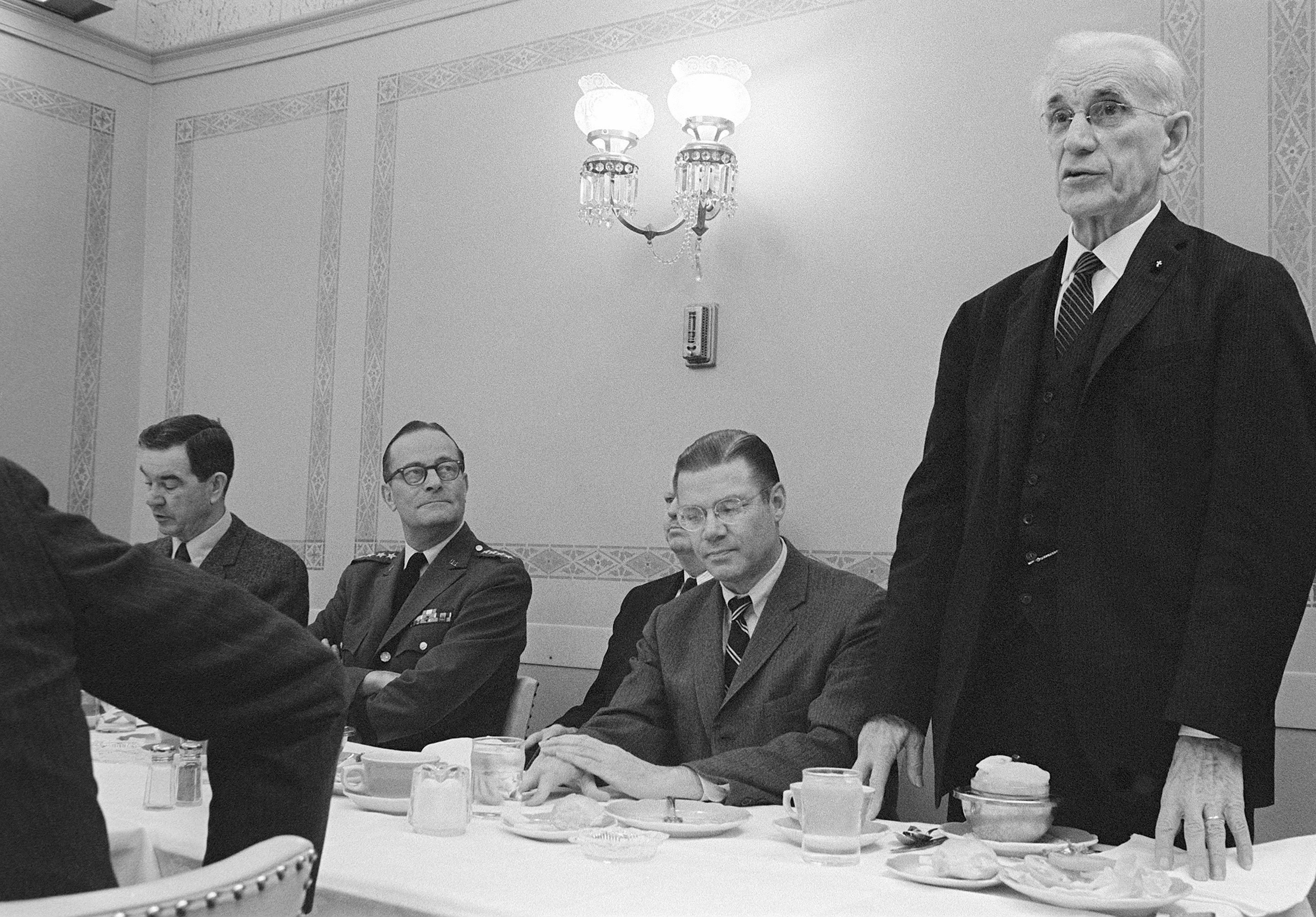
1966년 국방부 오찬에서 기조연설 중인 맥코맥(서 있는 상태).

맥코맥의 하원 의장 임기 후반부는 자신이 지지했던 베트남 전쟁과 관련된 논쟁이 집중되었다. 맥코맥의 태도는 몇 년 사이에 계속 바뀌었고 주변인에 따르면 마치 제멋대로인 젊은 가족에게 지혜와 통찰을 주기 위해 노력하는 친절한 연상의 친척같이 행동했다고 말했다. 하원 의원들은 맥코맥이 가지고 있는 장점이 의원 개개인을 향한 배려심으로 이런 배려심이 의원들이 애정에 보답하도록 노력하게 되고 맥코맥과 함께 일하고 싶다는 생각을 키우게 해 주었다고 말했다. 반대로 맥코맥이 가진 약점은 연공서열제로 의회 내에서 큰 권력을 휘두르는 강고한 각 위원회 의장들이 만들어졌지만 의장의 리더십으로 통제할 수 없었다는 점이다. 의장으로서 맥코맥은 전국가적 의제를 다루는 일을 추구했고 농장법 통과를 위해 싸우는 것을 자랑스러워 했으나 자신은 "지역구 전체에 화분이 5개가 넘지 않을 거다"라고 하는 등 지역구 의제와는 거리가 먼 법안이었다.
존 F. 케네디 대통령이 1963년 11월 22일 암살당하고 휴버트 험프리가 미국의 부통령으로 취임하는 1965년 1월 20일 사이까지 맥코맥은 미국 대통령 계승순위 1위였기 때문에 미국 비밀임무국의 엄중 경호를 받았다.

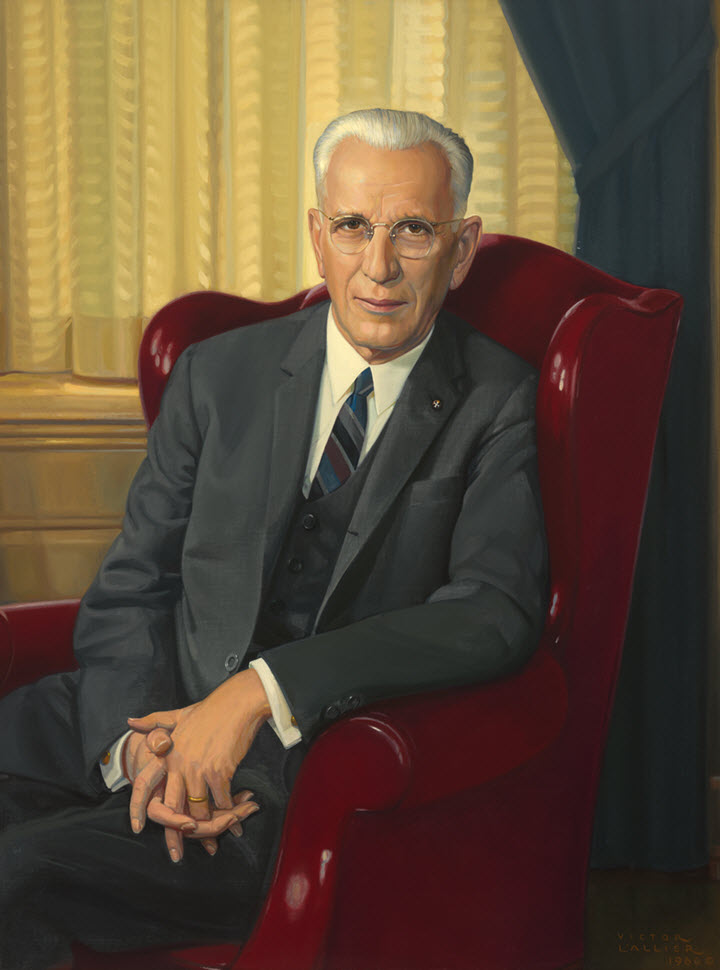
1966년 존 맥코맥의 하원의장 시절 공식 초상화.

1969년 1월 애리조나주 하원 의원이었던 모 유돌이 맥코맥을 하원 의장 자리에서 끌어내리러 시도했다. 1970년에는 맥코맥을 향한 정치적 공격이 늘어났고 일부 의원들은 78세라는 나이를 이유로 맥코맥에게 하원 의장 사임을 촉구했다. 캘리포니아주 하원 의원인 제롬 R. 왈디는 민주당 코커스에게 맥코맥 지도부를 신임할 수 없다고 선언하라 종용했지만 당 지도부는 이를 거부했다. 맥코맥은 1970년 초 하원 선거에 출마하지 않기로 결정했으나 자신의 결정을 비밀로 유지하다 5월 되어서야 이를 공개했다. 맥코맥의 뒤를 이은 지역구 하원 의원은 루이스 데이 힉스, 하원 의장은 카를 알버트로 결정되었다.

### 은퇴와 노년
은퇴 이후 맥코맥은 보스턴에 있는 자신의 집으로 돌아갔다. 1980년 11월 22일 맥코맥은 데덤에 있는 요양원에서 폐렴으로 사망했다. 사망 이후 매사추세츠주 웨스트록스베리에 있는 성 조셉 묘지에 매장되었다.

## 유산
1983년 매사추세츠 대학교 보스턴에 존 W. 맥코맥 공공문제연구소가 설립되었다. 1985년에는 동 대학교에 맥코맥을 기리는 의미에서 "존 W. 맥코맥 홀"이 지어졌다. 2003년에는 맥코맥 공공문제연구소가 대학원으로 확대되었다. 2010년에는 대학교의 목표가 다시 확대되면서 맥코맥 정책 및 글로벌 연구 대학원이란 이름으로 바뀌었다. 맥코맥 대학원의 현 목표는 현재 사회 정의, 정부의 책임과 투명성 강화, 민주주의 제도의 강화 연구를 포함하고 있다.
1930년대 초 보스턴에 지어진 존 W. 맥코맥 우체국 및 법원은 맥코맥을 기리는 의미에서 맥코맥이라는 이름이 붙어졌다. 맥코맥 우체국 및 법원 건물은 1998년 보스턴 랜드마크 위원회의 회의 결과 보스턴 랜드마크로 지정되었고 2011년에는 미국 국립사적지로 지정되었다.
매사추세츠주 도체스터에 있는 "존 W. 맥코맥 중학교"도 맥코맥의 이름을 따서 붙여졌다.
보스턴에 있는 매사추세츠주 주청사 역시 맥코맥의 이름을 따서 붙여졌다.

## 가족
1920년 맥코맥은 마가렛 해리엇 조이스와 결혼했다. 해리엇 조이스는 맥코맥보다 7살 연상이었고 오페라 가수로 활동했으나 결혼 이후 이 꿈을 접었다. 맥코맥에게는 자녀가 없었다. 의회가 개회되는 동안에는 부부가 워싱턴 호텔에서 거주했다. 맥코맥의 친구와 동료들은 맥코맥이 아무리 늦게까지 일해도 저녁을 부부가 같이 먹었으며, 하룻밤을 언제나 따로 보낸 적이 없었다며 부부 사이 관계가 매우 돈독했다고 말했다. 맥코맥 부부는 둘 모두 독실한 로마 카톨릭 신자로 맥코맥은 콜럼버스 기사단에 속해 있었고 부부 둘 모두 교회를 대표해 큰 영예와 업적을 남긴 영예로 바티칸에게 수훈도 받았다. 1971년 12월 아내 해리엇 맥코맥은 87세의 나이로 병상에서 사망했다. 1년 넘게 맥코맥은 매일 밤 병상 옆에서 같이 지냈다고 한다.
맥코맥의 형 에드워드의 아들인 에드워드 J. 맥코맥 주니어는 1958년부터 1963년까지 매사추세츠주 검찰총장직을 지냈다. 에드워드 맥코맥 주니어는 1962년 미국 상원 매사추세츠주 특별선거에서 민주당 경선에 출마했으나 테드 케네디에 밀려 떨어졌고 1966년에는 매사추세츠주 주지사 선거에 나섰으나 매사추세츠 주지사에 낙선되었다.

## 역대 선거 결과
| 선거명        | 직책명                           | 대수 | 정당   | 득표율  | 득표수    | 결과 | 당락                       |
| ------------- | -------------------------------- | ---- | ------ | ------- | --------- | ---- | -------------------------- |
| 1928년 재선거 | 하원의원 (매사추세츠 제12선거구) | 70대 | 민주당 | 76.5%   | -표       | 1위  | 매사추세츠주 하원의원 당선 |
| 1928년 선거   | 하원의원 (매사추세츠 제12선거구) | 71대 | 민주당 | 76.35%  | 64,351표  | 1위  | 매사추세츠주 하원의원 당선 |
| 1930년 선거   | 하원의원 (매사추세츠 제12선거구) | 72대 | 민주당 | 76.74%  | 50,894표  | 1위  | 매사추세츠주 하원의원 당선 |
| 1932년 선거   | 하원의원 (매사추세츠 제12선거구) | 73대 | 민주당 | 72.92%  | 69,994표  | 1위  | 매사추세츠주 하원의원 당선 |
| 1934년 선거   | 하원의원 (매사추세츠 제12선거구) | 74대 | 민주당 | 82.80%  | 78,783표  | 1위  | 매사추세츠주 하원의원 당선 |
| 1936년 선거   | 하원의원 (매사추세츠 제12선거구) | 75대 | 민주당 | 68.71%  | 78,711표  | 1위  | 매사추세츠주 하원의원 당선 |
| 1938년 선거   | 하원의원 (매사추세츠 제12선거구) | 76대 | 민주당 | 77.13%  | 86,618표  | 1위  | 매사추세츠주 하원의원 당선 |
| 1940년 선거   | 하원의원 (매사추세츠 제12선거구) | 77대 | 민주당 | 78.14%  | 97,588표  | 1위  | 매사추세츠주 하원의원 당선 |
| 1942년 선거   | 하원의원 (매사추세츠 제12선거구) | 78대 | 민주당 | 78.68%  | 76,043표  | 1위  | 매사추세츠주 하원의원 당선 |
| 1944년 선거   | 하원의원 (매사추세츠 제12선거구) | 79대 | 민주당 | 75.76%  | 97,469표  | 1위  | 매사추세츠주 하원의원 당선 |
| 1946년 선거   | 하원의원 (매사추세츠 제12선거구) | 80대 | 민주당 | 99.98%  | 92,622표  | 1위  | 매사추세츠주 하원의원 당선 |
| 1948년 선거   | 하원의원 (매사추세츠 제12선거구) | 81대 | 민주당 | 99.99%  | 125,105표 | 1위  | 매사추세츠주 하원의원 당선 |
| 1950년 선거   | 하원의원 (매사추세츠 제12선거구) | 82대 | 민주당 | 84.04%  | 102,940표 | 1위  | 매사추세츠주 하원의원 당선 |
| 1952년 선거   | 하원의원 (매사추세츠 제12선거구) | 83대 | 민주당 | 82.19%  | 111,986표 | 1위  | 매사추세츠주 하원의원 당선 |
| 1954년 선거   | 하원의원 (매사추세츠 제12선거구) | 84대 | 민주당 | 99.99%  | 79,073표  | 1위  | 매사추세츠주 하원의원 당선 |
| 1956년 선거   | 하원의원 (매사추세츠 제12선거구) | 85대 | 민주당 | 82.48%  | 89,943표  | 1위  | 매사추세츠주 하원의원 당선 |
| 1958년 선거   | 하원의원 (매사추세츠 제12선거구) | 86대 | 민주당 | 100.00% | 72,523표  | 1위  | 매사추세츠주 하원의원 당선 |
| 1960년 선거   | 하원의원 (매사추세츠 제12선거구) | 87대 | 민주당 | 100.00% | 86,057표  | 1위  | 매사추세츠주 하원의원 당선 |
| 1962년 선거   | 하원의원 (매사추세츠 제9선거구)  | 88대 | 민주당 | 99.99%  | 105,565표 | 1위  | 매사추세츠주 하원의원 당선 |
| 1964년 선거   | 하원의원 (매사추세츠 제9선거구)  | 89대 | 민주당 | 80.33%  | 118,385표 | 1위  | 매사추세츠주 하원의원 당선 |
| 1966년 선거   | 하원의원 (매사추세츠 제9선거구)  | 90대 | 민주당 | 100.00% | 87,879표  | 1위  | 매사추세츠주 하원의원 당선 |
| 1968년 선거   | 하원의원 (매사추세츠 제9선거구)  | 91대 | 민주당 | 82.94%  | 77,347표  | 1위  | 매사추세츠주 하원의원 당선 |

## 참고 문헌

### 잡지
- Nelson, Garrison (1999년 12월 1일). “Irish Identity Politics: The Reinvention of Speaker John W. McCormack of Boston”. 《New England Journal of Public Policy》 (Boston, MA: John W. McCormack Institute of Public Affairs).

### 서적
- Bridgman, Arthur Milnor (1919). 《A Souvenir of the Massachusetts Constitutional Convention, Boston, 1917-18-19》. Stoughton, MA: A. M. Bridgman.
- Champagne, Anthony (2009). 《The Austin-Boston Connection: Five Decades of House Democratic Leadership, 1937-1989》. College Station, TX: Texas A&M University Press. ISBN 978-1-60344-116-2.
- Tarr, David R.; O'Connor, Ann (199). 《Congress A-Z》. New York, NY: Routledge. ISBN 978-1-57958-125-1.
- Howard, Richard T. (1920), 《Public Officials of Massachusetts, 1920》, Boston, MA: The Boston Review
- Jenkins, Jeffery A.; Stewart, Charles (2013). 《Fighting for the Speakership: The House and the Rise of Party Government》. Princeton, NJ: Princeton University Press. ISBN 978-0-691-11812-3.
- Lapomarda, S.J., Vincent A. (1992). 《The Knights of Columbus in Massachusetts》 seco판. Norwood, Massachusetts: Knights of Columbus Massachusetts State Council.
- Massachusetts Constitutional Convention (1919). 《Journal of the Constitutional Convention of the Commonwealth of Massachusetts》. Boston, MA: Wright & Potter Printing Co.
- Semple, Robert B. (2003). 《Four Days in November: The Original Coverage of the John F. Kennedy Assassination by the Staff of the New York Times》. New York, NY: St. Martin's Press. ISBN 978-0-312-32161-1.
- Tsiao, Sunny (2008). 《"Read You Loud and Clear!": The Story of NASA's Spaceflight Tracking and Data Network》. Washington, DC: US Government Printing Office. ISBN 978-0-16-080191-4.
- United States House of Representatives (2005). 《Biographical Directory of the United States Congress, 1774-2005》. Washington, DC: US Government Printing Office. ISBN 978-0-16-073176-1.
- United States House of Representatives Committee on Resources (2002). 《Historical Information of the Committee on Resources and its Predecessor Committees, 1807–2002》 (PDF). Washington, DC: US Government Printing Office.
- Wright, Paul M. (1985년 4월 26일). 《Biography, John W. McCormack: Prepared for the Dedication of John W. McCormack Hall at the University of Massachusetts at Boston》. Boston, MA: University of Massachusetts at Boston.
- Wasniewski, Matthew Andrew (2006). 《Women in Congress, 1917-2006》. Washington, DC: US Government Printing Office. 460쪽. ISBN 978-0-16-076753-1.

### 뉴스 기사
- “E. J. McCormack Dies; Speaker's Brother”. 《Desert Sun》 (Palm Springs, CA). United Press International. 1963년 11월 18일.
- “Speaker McCormack's Brother Dies”. 《The Express》 (Losk Haven, PA). Associated Press. 1966년 1월 8일.
- Lyons, Richard L. (1980년 11월 23일). “Ex-House Speaker John McCormack Dies”. 《Washington Post》 (Washington, DC).
- Long, Tom (1997년 2월 28일). “Edward J. McCormack Jr., 73; influential politician, lawyer”. 《Boston Globe》 (Boston, MA). 2017년 4월 11일에 원본 문서에서 보존된 문서.
- Cash, David W. (2016년 12월 19일). “The Lasting Legacy of John McCormack”. 《Boston Globe》 (Boston, MA).

### 인터넷 자료
- “Candidate details, McCormack, John W.”. 《OurCampaigns.com》. Glen Ellyn, IL: Randy Parker. 2017년 4월 8일에 확인함.
- “New England Region: John W. McCormack Post Office and Courthouse” (PDF). 《www.gsa.gov/》. Washington, DC: US General Services Administration. 2017년 7월 9일에 원본 문서 (PDF)에서 보존된 문서. 2017년 4월 8일에 확인함.
- Office of Facilities Maintenance and Management (2016년 5월 1일). “John W. McCormack Building Occupant Handbook” (PDF). 《www.mass.gov/》. Boston, MA: Massachusetts Division of Capital Asset Management and Maintenance.

## 서지
- Gordon, Lester I. (1976). 《John McCormack and the Roosevelt Era》 (Ph.D. diss.). Boston University. OCLC 48197458.
- Nelson, Garrison (2017). 《John William McCormack: A Political Biography》. Bloomsbury Academic.